# Peter Taaffe

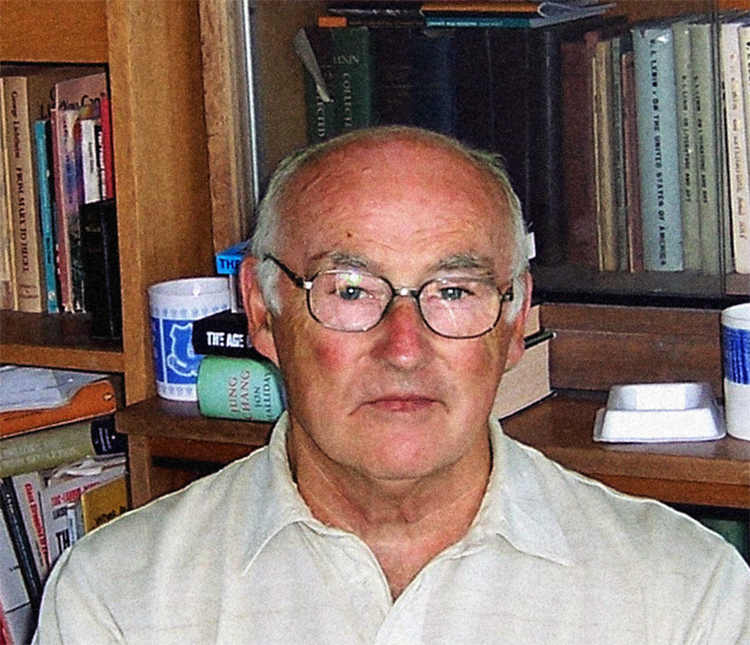
Peter Taaffe

Peter Taaffe (ur. 1942 w Birkenhead, zm. 23 kwietnia 2025) – brytyjski polityk i dziennikarz, w latach 1997–2020 sekretarz generalny Socjalistycznej Partii Anglii i Walii, faktyczny przywódca Komitetu na rzecz Międzynarodówki robotniczej (CWI). W przeszłości znany działacz Tendencji Militant.

## Wczesna działalność
Urodził się w rodzinie robotniczej na półwyspie Wirral. Zainteresował się polityką, przystępując do organizowanej przez Partię Pracy kampanii przeciw broni nuklearnej. Następnie przyłączył się do liverpoolskiej grupy Partii Pracy, jednej z najradykalniejszych w kraju, gdzie zapoznał się z ideami trockistowskimi. Pytany w wiele lat później o genezę swoich poglądów zawsze wskazywał na atmosferę Liverpoolu i działaczy, z którymi się tam zetknął. W 1960 r. przyłączył się do niewielkiej grupy trockistowskiej Walka Socjalistyczna, w której spotkał Jimmy'ego Deane'a i Teda Granta, z którymi współdziałał przez wiele lat, aż do ostatecznego sporu poglądowego. Już w tym czasie Taaffe był zwolennikiem niezależności partii trockistowskiej od wszelkich innych organizacji, chociaż jako równie ważne deklarował poszukiwanie solidnej bazy wśród robotników.

## Militant
W 1964 r. Taaffe założył gazetę Marxist Militant, od której wzięła swoją nazwę Tendencja Militant. Gazeta, przy redagowaniu której pracowali głównie Taaffe, Ted Grant oraz Keith Dickinson, miała całkowicie zmieniać taktykę trockistów: zamiast używania egzotycznego dla robotników języka marksizmu miała pisać głównie o ich problemach, jak i o bieżących wydarzeniach w sposób zrozumiały i jasny, zastępując klasyczne słownictwo marksistowskie starannie dobranymi synonimami. W tym czasie głównym celem grupy, która zmieniła nazwę na Militant, była walka z konserwatystami brytyjskimi, prowadzona w nieformalnym sojuszu z Partią Pracy, a następnie działająca jako jej frakcja (co Taaffe w wiele lat później uznał za błąd). Redakcja gazety rozrastała się i wkrótce założyła swoją organizację młodzieżową.
Taaffe specjalizował się w tematyce zagranicznej: pisał o wydarzeniach w Ameryce Łacińskiej i Chinach, głosząc potrzebę działania na skalę międzynarodową. Równie radykalne były jego postulaty gospodarcze - na łamach gazety niejednokrotnie domagał się nacjonalizacji bez odszkodowania w odniesieniu do czołowych firm brytyjskich.

## Konflikt z kierownictwem Partii Pracy
Lata 70. i 80. były kolejnym okresem imponującego wzrostu Militant, która stała się najpoważniejszą organizacją trockistowską w Wielkiej Brytanii i jedną z ważniejszych na świecie. Trockiści byli jedną z większych frakcji Partii Pracy, zajmowali ważną pozycję w związkach zawodowych oraz praktycznie kontrolowali partyjną młodzieżówkę. Nie było to w smak kierownictwu partii, które poprzez szereg działań doprowadziło do usunięcia z Partii Pracy grupy czołowych działaczy Militant. Peter Taaffe musiał odejść razem z Tedem Grantem, Keithem Dickinsonem, Lynn Walsh oraz Clare Doyle, zatem całą redakcją biuletynu Militant. Podobne manewry doprowadziły do zniszczenia silnego ośrodka Militant w Liverpoolu, gdzie frakcja kontrolowała radę miejską. Peter Taaffe zaczął wówczas otwarcie głosić bezsens dalszego pozostawania w Partii Pracy, uważając, że trockiści będą w stanie pozyskać poparcie mas także (czy nawet w szczególności) wtedy, gdy opuszczą partię, która porzuciła tradycyjne rozumienie lewicowości.

## Rozłam
Doprowadziło to do ostrego konfliktu z Tedem Grantem i jego zwolennikami, który od 1987 r. był już faktycznie nie do ukrycia. Chociaż Grant we wcześniejszych pismach rozważał możliwość odłączenia się od Partii Pracy, teraz stanowczo odrzucał tezy Taaffego. Ostatecznym zarzewiem konfliktu stały się wybory lokalne w 1991 r. w Szkocji, w których zwolennicy Taaffego postanowili wystartować jako samodzielna organizacja (Scottish Militant Labour, a następnie Scottish Socialist Party). Taaffowcy znaleźli się w większości, w październiku na konferencji poświęconej kwestii dalszej taktyki, kiedy obydwie grupy opublikowały swoje stanowiska (zasadniczo nieróżniące się od dotychczasowych), także opanowali dyskusję. W 1992 r. Taaffe ogłosił, iż grupa Granta ma zamiar opuścić Militant oraz że organizacja odrzuciła jej propozycje dalszej pracy.

## CWI
Taaffe pozostawał aktywnym publicystą i komentatorem bieżących wydarzeń politycznych, posługując się w swoich pismach zdecydowanie lewicową retoryką. Jego międzynarodowa organizacja, według własnych szacunków, posiadała 36 sekcji o różnej liczebności oraz pojedynczych parlamentarzystów w Irlandii, Szwecji, Niemczech i Holandii.
W latach 1997–2020 był oficjalnie sekretarzem generalnym Partii Socjalistycznej działającej w Wielkiej Brytanii. Następnie pełnił funkcję sekretarza politycznego tej partii. Działał też w Komitecie Wykonawczym Komitetu na rzecz Międzynarodówki Robotniczej, z którego wkrótce po rozłamie w Militant odeszli zwolennicy Granta.

## Kontrowersje
Wielu trockistów oskarżało Petera Taaffego o nadmierną nieustępliwość, zbytnie przywiązanie do zasady niezależnej pracy organizacyjnej, a tym samym sekciarstwo. Wskazywali oni, że SP pod wodzą Taaffego nigdy nie zyskała siły na miarę Militant, wykazując wręcz odwrotną tendencję. Podobne zarzuty były formułowane względem prowadzonej przezeń organizacji międzynarodowej.

## Publikacje
- Marxism in Today’s World (2006)
- 1926 General Strike - workers taste power (kwiecień 2006)
- Upheavals in China (pamflet, kwiecień 2005)
- A socialist world is possible (luty 2005)
- Empire Defeated: Vietnam War - The Lessons For Today (2003)
- Post-September 11: Can US Imperialism be challenged? (booklet, wrzesień 2002) One of the CWI world conference documents
- Afghanistan, Islam and the Revolutionary Left (pamflet, luty 2002)
- Cuba: Socialism and Democracy - Debates on the Revolution and Cuba Today (2000)
- Global Turmoil (CWI world conference document 1998) Joint production of the CWI international secretariat
- The History of the CWI (pamflet, 1997)
- The Rise of Militant: Militant's 30 years (1995)
- A world in crisis (CWI world conference document 1994) Joint production of the CWI international secretariat
- The Masses Arise: The Great French Revolution, 1789-1815 (1989)
- Liverpool - A city that Dared to Fight, with Tony Mulhearn (1988)